# عبدالعی آبانگا
عبدالای آبانگا (زاده ۲۵ مه ۱۹۷۰) یک سیاستمدار غنائی است که جزو حزب میهن پرستان جدید می باشد . اونماینده مجلس در حوزه انتخابیه بیندوری در منطقه شرق علیا می باشد.  

## سنین جوانی و تحصیل
آبانگا درتاریخ 25 مه 1970 در شهر آکواتیا در منطقه شرقی غنا متولد شد، ولی اهل باندوری/باکو در منطقه شرق بالا غنا میباشد. وی در مدرسه ابتدایی آکوتیا ای/ال تحصیل نمود و سپس در مدرسه ابتدایی بانسی در باندوری ادامه داد و تحصیلات دبیرستان خود را در مدرسه متوسطه غنا (غناسکو) در تامالی طی نمود.  